# Oʻtkirbek Haydarov
Oʻtkirbek Abdujalilovich Haydarov, född 25 januari 1974 i Andizjan, Uzbekistan, är en uzbekistansk boxare som tog OS-brons i lätt tungviktsboxning 2004 i Aten. Hajdarov deltog även i lätt tungviktsboxning vid OS 2000 i Sydney. 